# Ennio Lorenzini
Ennio Lorenzini (Roma, 1934 – Roma, 15 marzo 1982) è stato un regista italiano.

## Biografia
Ha lavorato a numerosi cortometraggi di Gian Vittorio Baldi e ha iniziato una proficua carriera come documentarista nel 1961, concentrandosi su tematiche relative all'industria. Il suo primo film ad uscire nelle sale è stato il documentario Les algerins, una coproduzione con l'Algeria. Nel 1968 è stato realizzato il primo film per la televisione Cronaca di un gruppo.
Nel 1975 ha diretto Quanto è bello lu murire acciso, la storia del patriota Carlo Pisacane, in cui forniva uno sguardo sul Risorgimento. 
Grazie a questo film ha vinto tre prestigiosi premi: il David di Donatello - premio speciale per la regia, il Nastro d'argento al migliore regista italiano esordiente  e il Globo d'oro alla miglior opera prima.
Lorenzini è morto dopo una lunga malattia nel 1982.

## Filmografia parziale
- Portuali – cortometraggio documentario (1961)
- Gerardo e il monumento – cortometraggio (1962)
- Les mains libres – documentario (1964)
- Una città da salvare, co-diretto con Vittorio Nevano (1964)
- Con civile rabbia – cortometraggio documentario (1966)
- Les algerins – documentario (1966)
- Cronaca di un gruppo – documentario (1968)
- Nasce una regione – documentario (1968)
- Non dirò il mio numero di matricola – documentario (1969)
- One, two, seven.....Fiat 127 - middle of the road – cinefiat presentazione fiat 127 (1971)
- Un paese – documentario (1974)
- Quanto è bello lu murire acciso (1975)